# Observatoire astrophysique de Byurakan
L’observatoire astrophysique de Byurakan, observatoire de Byurakan, ou observatoire V.A. Ambartsumian (depuis 1998), est un observatoire astronomique de l'Académie nationale des sciences de la République d'Arménie. Il est situé sur le versant sud de l'Aragats, à proximité de la localité de Byurakan, dans le marz d'Aragatsotn, en Arménie.

## Histoire
Fondé en 1946 par Viktor Ambartsumian, il compte parmi les principaux centres astronomiques de l'URSS. Y ont été découverts des nouveaux types d'associations stellaires en 1947, plus de 1 000 étoiles éruptives, des douzaines de supernovas, des centaines d'objets Herbig-Haro, etc.
Après la chute de l'Union soviétique, l'observatoire connait une période difficile.

## Équipement

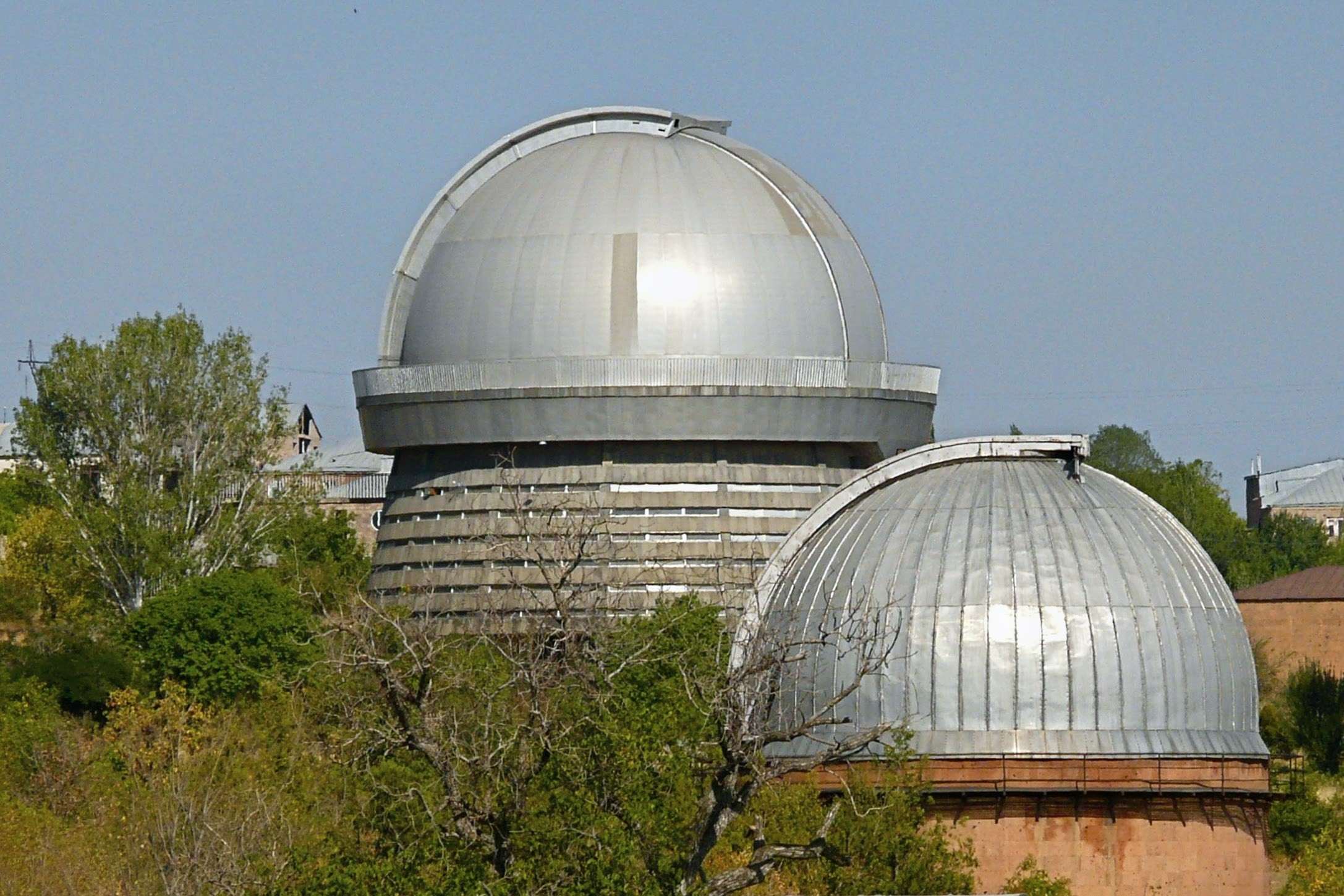
Vue de l'observatoire.

Le principal télescope de l'observatoire est un télescope de type Cassegrain de 2,6 m. L’observatoire possède également une chambre de Schmidt d'1 m, et d'autres télescopes plus petits.